# Bordás József (kézilabdázó)
Bordás József (Kunhegyes, 1963. június 2. –) kézilabdázó.

## Pályafutása
17 évesen kezdett el kézilabdázni. A szolnoki TV tornán fedezték fel, ahol 18 évesen 8 gólt lőtt az akkor feljutó Ózdnak, akik egyből le is igazolták. Három hónappal később felfigyelt rá Kovács László mesteredző és Kovács Péter világválogatott. Ekkor került a Budapesti Honvédba, ahol 6 évig játszott (1980-86). Csapatával kétszer nyerték meg a magyar bajnokságot, egyszer a Magyar Kupát.
1983-ban kapott meghívást a magyar válogatottba. Az 1986-os svájci kézilabda világbajnokságon ezüst érmet nyert. Ez idő alatt a Dózsában, Debrecenben játszott ahol a 3. helyezést érték el a bajnokságban. 1988-ban a szöuli olimpián 4.-ek lettek, Jugoszlávia ellen 24-22-re vesztettek. 1990-ben Spanyolországba a Valladolid csapatához igazolt.

### Edzőként
1992-ben kiújuló derékfájdalmai miatt úgy döntött abbahagyja a versenyzést. Hazatérése után a Szegedi Tanárképző Főiskolára járt. Ekkor került kapcsolatba Orosháza csapatával. Újra játszani kezdett és az NB II-ből az NB I-ig meneteltek, de a legfelsőbb osztályt kora miatt már nem vállalta. Ezután került Mezőtúrra, ahol játékos, majd az ifjúsági, utána pedig a felnőtt csapat edzője lett.

## Család
Lánya, Bordás Réka szintén válogatott kézilabdázó, részt vett a 2021 nyarán megrendezett tokiói olimpián.